# Župnija Šentilj pri Velenju
Župnija Šentilj pri Velenju je rimskokatoliška teritorialna župnija dekanije Šaleška dolina škofije Celje.
Do 7. aprila 2006, ko je bila ustanovljena škofija Celje, je bila župnija del Savinjsko-šaleškega naddekanata škofije Maribor.

## Sakralni objekti
- Cerkev svetega Egidija, Arnače (župnijska cerkev)
- 12 kapelic

## Zgodovina
Župnija Št. Ilj pri Velenju (tudi: Št. Ilj pod Gradičem, Ta Spodnji Šentilj)  je prvič omenjena – in ustanovljena – leta 1261. Prej je spadala pod prafaro Škale. Zavetnik cerkve je bil že pred letom 1261 Sveti Egidij, opat. 
Leta 1971 je župnija štela 862 prebivalcev, a 17 jih je bilo v izseljenstvu. Župnijo je upravljal župnijski upravitelj Marijan Kuk (od 1967) iz župnije Velenje – Sv. Martin. Župnijski pomočnik je bil od 1970 Anton Šaruga, župnik v pokoju;  on je bil 1981 župnijski upravitelj.  nato je bil župnik Andrej Mazej (do 2023); nato župnijo upravlja župnik Janko Rezar iz Šmartna.

## Znamenite osebnosti

### Domačini
1. Mati Frančiška Stanislava Voh; – vrhovna predstojnica šolskih sester (*3. X. 1859 Št. Ilj, †30. IX. 1928 Maribor) [4]
2. Jernej Voh (brat Frančiške Stanislave Voh; *24. avgust 1844 pri Krulovih v Št. Ilju †20. januar 1916 Maribor). Bil je kanonik, škofijski konzularni svetnik, cerkveni zgodovinar, nabožni pisatelj in pesnik. Ustanovil je Slovensko politično društvo. [5]
3. Anton Jelen Klemšetov, slovenski publicist, sadjar in pisatelj, * 4. januar 1907, Šentilj pri Velenju, (tedaj Avstro-Ogrska monarhija) †17. oktober 1992, Arnače, (Republika Slovenija).

### Tu delovali
1. Marija Brenčič Jelen, žena Antona Jelena - slovenska vrtnarka, pesnica in pisateljica, * 28. januar 1919, Podlipa pri  Vrhniki, † 21. marec 2000, Arnače, župnija Šentilj. Štiri pesniške zbirke pod skupnim naslovom Spev tihe doline. Zbirke črtic: Naših njiv nihče več ne orje in Sedem ključavnic. Sodelovala pri mnogih katoliških in drugih časopisih in  Mohorjevi družbi.

## Slikovna zbirka
- Pogled iz Podkraja na Arnače.[6]
Slikal salezijanec Janez Jelen 13. avgusta 2010
- Pogled na Arnače, Laze, Silovo
- Pogled od Klemšetove drevesnice do Goršekovega Hrastovja
- Od Ložnice do župnijske cerkve svetega Tilna; [7]
- Mavrica nad šentiljskim središčem
Slikal Jakob Grošl
 5. marca 2020